# خیلی جوان (ترانه سوید)
«خیلی جوان» (به انگلیسی: So Young) ترانه‌ای از گروه انگلیسی سوِید و یکی از تک‌آهنگ‌های آلبوم جیر است که در سال ۱۹۹۳ منتشر شد.
این قطعه در مورد مواد مخدر است اما به‌عنوان ترانهٔ آغازین اولین آلبوم استودیویی سوید، یک معرفی‌نامهٔ تقریباً کامل برای توصیف گروه از همهٔ جنبه‌ها به‌شمار می‌آید.

## فهرست قطعه‌های تک‌آهنگ
- نسخهٔ سی‌دی و مَکسی سینگل اروپا[۲]

1. «خیلی جوان»
2. «دالی»
3. «بالا آمدن»